# یرژی روگالسکی
یرژی روگالسکی (لهستانی: Jerzy Rogalski؛ زادهٔ ۱۱ آوریل ۱۹۴۸) بازیگر اهل لهستان است.
از فیلم‌ها یا برنامه‌های تلویزیونی که وی در آن نقش داشته‌است، می‌توان به چگونه جنگ جهانی دوم را آغاز کردم، کارآگاه فورست، کورن‌بلومن‌بلائو،عهدهای دوشیزه، سال‌های شیرین، برادران کارامازوف، خانه کشیش، هوس‌های امپراتور، صفر-هفت، به‌گوشم، خرده‌دهقانان، پدر متیو، پس‌تصویر، عروسی، در خوشی و سختی، پرستار کودک، نبرد ورشو ۱۹۲۰، خانه تاریک و رز اشاره کرد.
وی بابت فعالیت‌های هنری‌اش برندهٔ مدال‌های نقره گلوریا آرتیس (۲۰۱۱) و برنز گلوریا آرتیس (۲۰۰۶) شده است.